# Artemistemplet i Gerasa

Artemistemplet i Gerasa.

Artemistemplet i Gerasa var ett tempel i Jarash i Jordanien, tillägnat Artemis.
Templet uppfördes 136–150 e.Kr. Det invigdes åt gudinnan Artemis, som var stadens skyddsgudinna. Ursprungligen dyrkades en lokal gudinna, som dock tolkades som Artemis av de grekiska stadsborna genom interpretatio graeca. 
Templet stängdes under förföljelserna av hedningar i Romarriket. 